# Spiesia heterotricha
Spiesia heterotricha là một loài thực vật có hoa trong họ Đậu. Loài này được (Turcz.) Kuntze miêu tả khoa học đầu tiên năm 1891.